# Béni Khiar
Béni Khiar (arabisch بني خيار, DMG Banī Ḫiyār) ist eine Küstenstadt in Tunesien, die in der Region Kap Bon (vier Kilometer nördlich von Nabeul) liegt und einen Fischereihafen an der Küste hat. Béni Khiar bildet sowohl eine Delegation als auch eine Stadt mit 29.548 Einwohnern im Jahr 2014; beide sind dem Gouvernement Nabeul zugeordnet.
Sie ist bekannt als ein wichtiges Handwerkszentrum für die Wollweberei und die Herstellung von Teppichen und Stickereien. Es ist auch ein geschäftiger Hafen mit einer Industriezone.

## Söhne und Töchter der Stadt
- Kais Saied (* 1958), Jurist und Politiker, Präsident von Tunesien
- Sobhi Saïed (* 1982), Handballspieler
- Marouen Maggaiz (* 1983), Handballtorwart